# Книга мормона (мюзикл)
«Книга Мормона» — мюзикл, получивший награду «Тони» как лучший мюзикл 2011 года, за религиозную сатиру, лучшую режиссуру, лучшую музыку, лучшее либретто мюзикла, лучшую оркестровку, лучшие световые эффекты и лучший звуковой дизайн.
Создатели произведения — Трей Паркер, Мэтт Стоун (известны как создатели мультсериала «Южный Парк») и Роберт Лопес.
После 7 лет создания, шоу было представлено в Бродвейском театре в марте 2011 года. «Книга мормона» была хорошо встречена критиками.

## Сюжет
В основу сюжета сатирического мюзикла легла поездка в Уганду двух миссионеров-мормонов, которые безуспешно пытаются обратить в свою веру самых бедных и обездоленных. Премьера мюзикла на Бродвее состоялась в марте 2011 года, он претендовал на 14 театральных наград.

## История создания
Паркер и Стоун оба выросли в Колорадо и хорошо знакомы с религией мормонов, Паркер одно время встречался с девушкой, исповедующей эту религию, и очень переживал после расставания с ней. Также Паркер имел хорошую музыкальную подготовку: в школьные годы Трей пел и играл на пианино в хоре театрального кружка, а затем он начинал учиться в Музыкальном колледже Беркли до того, как вернуться в университет Колорадо.
Стоун и Паркер познакомились в Университете Колорадо в Боулдер, где впервые вместе работали над мюзиклом «Каннибал!» (1993). В 1997 году они создали ТВ мультсериал «Южный Парк», который принёс им мировую известность. Упоминание о мормонах встречается в нескольких эпизодах этого шоу, а также мормонам была целиком посвящена серия «Всё о мормонах».
Летом 2003 года Паркер и Стоун прилетели в Нью-Йорк, чтобы обсудить сценарий их нового фильма «Команда Америка: мировая полиция» с их другом и продюсером Скоттом Рудиным, который работал с ними над полнометражным фильмом «Южный Парк: Большой, длинный, необрезанный». После обсуждения они отправились в местный бар и вскоре решили, что было бы неплохо написать сценарий о Джозефе Смите, религиозном деятеле, основателе мормонской церкви.
В 2006 году Паркер и Стоун прилетели в Лондон, где они провели 3 недели, работая над мюзиклом с Лопесом. Они написали «четыре или пять песен» и определились с основной идеей. В течение последующих нескольких лет они часто встречались для работы над «Книгой мормона». Далее они зачастую собирались с командой, давая мини выступления для членов семьи и друзей, а затем и перед большей аудиторией. Они потратили «сотни тысяч долларов» собственных денег, без уверенности, что их работа приведет к чему-либо.
В феврале 2008 прошло первое шоу.
Рудин стал продюсером. Изначально он планировал показать «Книгу мормона» в New York Theater летом 2010 года, но пришёл к соглашению с театром на Бродвее, «так как парни (Паркер и Стоун) работают лучше, когда ставки высоки». Рудин зарезервировал Eugene O'Neill Theatre и нанял основных актеров в то время, когда декорации были на стадии дизайна и производства. Сотни актеров пришли на прослушивание и 28 из них были наняты. Как только было найдено место для репетиций, началась работа по созданию мюзикла. Паркер и Стоун с семьями переехали из Лос-Анджелеса в Нью-Йорк в ноябре 2010 года, сразу после завершения работы над 14 сезоном «Южного Парка». Команда и актеры были заняты редактированием сценария и репетициями. После 4 недель репетиций начались предпоказы. Первый раз продюсеры увидели мюзикл с полным оркестром всего лишь за 6 дней до официального открытия мюзикла.